# Monophrys manifesta
Monophrys manifesta är en stekelart som först beskrevs av Kokujev 1903.  Monophrys manifesta ingår i släktet Monophrys, och familjen bracksteklar. Inga underarter finns listade.